# جینماکو کیوگورو
جینماکو کیوگورو (به ژاپنی: 陣幕 久五郎) کُشتی‌گیر سوموی اهل استان شیمانه در کشور ژاپن است که دوازدهمین کشتی‌گیر دارای رتبهٔ یوکوزونا محسوب می‌شود. وی در سال ۱۸۶۷ میلادی به این مرتبه ارتقا یافت و در سال ۱۸۶۷ میلادی بازنشست شد. جینماکو کیوگورو توانست ۵ بار قهرمان (یوشو) مسابقات سومو شود.